# Michael J. O’Brien (Archäologe)
Michael John O’Brien (* 1950 in Houston, Texas) ist ein US-amerikanischer Anthropologe und Archäologe. In seiner Forschung beschäftigt er sich vor allem mit der Nutzung von Theorien der Evolutionsbiologie in der Archäologie („Evolutionary Archaeology“). In den späten 1990er Jahren begann er sich hierbei mit Methoden der Phylogenetik, besonders der Kladistik zu befassen.

## Leben
Michael O’Brien besuchte die St. Thomas High School in Houston und machte dort 1968 seinen Abschluss. Anschließend studierte er an der Rice University in Houston, wo er 1972 einen Bachelor of Arts erhielt. 1977 promovierte er an der University of Texas in Austin und erhielt seinen Ph.D.
O’Brien wurde nun als Research Associate an der University of Nebraska-Lincoln tätig. Dies blieb er bis zu seinem Wechsel an die University of Missouri 1980. Dort lehrte er als Assistant Professor am Department of Anthropology und fungierte gleichzeitig als Direktor der American Archaeology Division, einer zu der Fakultät gehörenden Forschungseinrichtung. Einige Jahre später wurde er Direktor des zur Universität gehörenden Museum of Anthropology. Des Weiteren war er von 1986 bis 2006 Associate Dean am College of Arts and Science der Universität. 1989 erfolgte seine Berufung zum Professor. 2006 wurde er Dean des College of Arts and Science. Dieses Amt bekleidete er bis 2016.
Neben seinen Tätigkeiten an der University of Missouri war er von 1989 bis 1993 Research Collaborator an der Smithsonian Institution. 2016 verließ er die University of Missouri und wurde am 15. Juli 2016 Provost der Texas A&M University–San Antonio. Als solcher ist er ebenfalls Vice President for Academic Affairs.
O’Brien ist verheiratet und hat fünf Kinder.

## Veröffentlichungen (Auswahl)
- Settlement and Subsistence Patterns on the Upper Texas Gulf Coast. (1976, Lower Plains Archaeological Society, Bulletin no. 5)
- mit Dennis E. Lewarch (Hrsg.): The Cannon Reservoir Human Ecology Project: Recent Advances in the Archaeology of Northeast Missouri. (1979, University of Nebraska–Lincoln, Department of Anthropology, Notebook 5)
- mit Dennis E. Lewarch (Hrsg.): Plowzone Archaeology: Contributions to Theory and Technique. (1981, Vanderbilt University Publications in Anthropology no. 27)
- mit Roger D. Mason, Dennis E. Lewarch, James A. Neely: A Late Formative Irrigation Community below Monte Albán: Survey and Excavation on the Xoxocotlan Piedmont, Oaxaca, Mexico. (1982, University of Texas Press, Austin)
- mit Robert E. Warren, Dennis E. Lewarch (Hrsg.): The Cannon Reservoir Human Ecology Project: An Archaeological Study of Cultural Adaptations in the Southern Prairie Peninsula. (1982, Academic Press, New York)
- Grassland, Forest, and Historical Settlement: An Analysis of Dynamics in Northeast Missouri. (1984, University of Nebraska Press, Lincoln)
- Archaeology of the central Salt River valley: An overview of the prehistoric occupation. (1985, Missouri Archaeologist 46)
- Cat Monsters and Head Pots: The Archaeology of Missouri’s Pemiscot Bayou. (1994, University of Missouri Press, Columbia)
- mit W. Raymond Wood, Katherine A. Murray, Jerome C. Rose: Holocene Human Adaptations in the Missouri Prairie–Timberlands. (1995, Arkansas Archeological Survey, Research Series No. 45)
- Paradigms of the Past: The Story of Missouri Archaeology. (1996, University of Missouri Press, Columbia)
- (Hrsg.): Evolutionary Archaeology: Theory and Application. (1996, University of Utah Press, Salt Lake City)
- Middle Woodland and Late Woodland Subsistence and Ceramic Technology in the Central Mississippi River Valley: Selected Studies from the Burkemper Site, Lincoln County, Missouri. (1996, Illinois State Museum, Reports of Investigations No. 52)
- mit R. Lee Lyman, Robert C. Dunnell (Hrsg.): Americanist Culture History: Fundamentals of Time, Space, and Form. (1997, Plenum Press, New York)
- mit R. Lee Lyman, Robert C. Dunnell: The Rise and Fall of Culture History. (1997, Plenum Press, New York)
- mit W. Raymond  Wood: The Prehistory of Missouri. (1998, University of Missouri Press, Columbia)
- mit Robert C. Dunnell (Hrsg.): Changing Perspectives on the Archaeology of the Central Mississippi Valley. (1998, University of Alabama Press, Tuscaloosa)
- mit R. Lee Lyman: James A. Ford and the Growth of Americanist Archaeology. (1998, University of Missouri Press, Columbia)
- mit R. Lee Lyman: Seriation, Stratigraphy, and Index Fossils: The Backbone of Archaeological Dating. (1999, Kluwer Academic/Plenum Press, New York)
- mit R. Lee Lyman (Hrsg.): Measuring the Flow of Time: The Works of James A. Ford, 1935–1941. (1999, University of Alabama Press, Tuscaloosa)
- mit R. Lee Lyman: Applying Evolutionary Archaeology: A Systematic Approach. (2000, Kluwer Academic/Plenum Press, New York)
- Mississippian Community Organization: The Powers Phase in Southeastern Missouri. (2001, Kluwer Academic/Plenum, New York)
- mit R. Lee Lyman (Hrsg.): Setting the Agenda in American Archaeology: The National Research Council Archaeological Conferences of 1929, 1932, and 1935. (2001, University of Alabama Press, Tuscaloosa)
- mit R. Lee Lyman: W. C. McKern and the Midwestern Taxonomic Method. (2003, University of Alabama Press, Tuscaloosa)
- mit R. Lee Lyman (Hrsg.): Style, Function, Transmission: Evolutionary Archaeological Perspectives. (2003, University of Utah Press, Salt Lake City)
- mit R. Lee Lyman: Cladistics and Archaeology. (2003, University of Utah Press, Salt Lake City)
- mit R. Lee Lyman, Michael B. Schiffer: Archaeology as a Process: Processualism and Its Progeny. (2005, University of Utah Press, Salt Lake City)
- mit Carl P. Lipo, Mark Collard, Stephen J. Shennan (Hrsg.): Mapping Our Ancestors: Phylogenetic Approaches in Anthropology and Prehistory. (2006, Aldine, New York)
- mit R. Lee Lyman: Measuring Time with Artifacts: A History of Methods in American Archaeology. (2006, University of Nebraska Press, Lincoln)
- mit Charles E. Grayson, Mary French: Traditional Archery from Six Continents: The Charles E. Grayson Collection. (2007, University of Missouri Press, Columbia)
- (Hrsg.): Cultural Transmission and Archaeology: Issues and Case Studies. (2008, Society for American Archaeology Press, Washington, D.C.)
- mit Stephen J. Shennan (Hrsg.): Innovation in Cultural Systems: Contributions from Evolutionary Anthropology. (2010, MIT Press, Cambridge, Mass)
- mit R. Alexander Bentley, Mark Earls: I'll Have What She's Having: Mapping Social Behavior. (2011, MIT Press, Cambridge, Mass)